# NGC 4307
NGC 4307 é uma galáxia espiral (Sb) localizada na direcção da constelação de Virgo. Possui uma declinação de +09° 02' 31" e uma ascensão recta de 12 horas, 22 minutos e 05,2 segundos.